# 吴玉才
吴玉才（1957年4月—），宁夏同心人，回族，中华人民共和国政治人物、第十一届全国人民代表大会宁夏地区代表。
毕业于中央党校在职研究生班科学社会主义专业，是中共党员。担任宁夏回族自治区吴忠市委副书记、市长。2008年起担任全国人大代表。2013年1月，任宁夏回族自治区人大常委会副主任。2018年2月24日，当选为第十三届全国人大代表。